# Biedronka pokrzywianka
Biedronka pokrzywianka (Ceratomegilla notata) – gatunek chrząszcza z rodziny biedronkowatych.
Gatunek ten opisany został po raz pierwszy w 1781 roku przez Johanna Nepomuka von Laichartinga jako Coccinella notata.

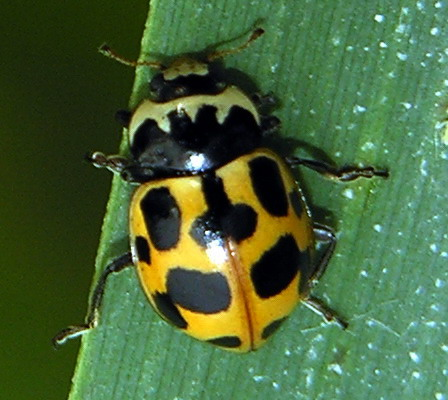

Chrząszcz o podłużnym, owalnym, lekko spłaszczonym ciele długości od 4,5 do 5,5 mm. Głowę ma żółtą z czarną nasadą, a czasem też, zwłaszcza u samic, czarnym nadustkiem. U samców trzeci człon czułków jest rozdwojony. Przedplecze ma przednie brzeg głęboko wcięty, brzegi boczne obrzeżone do około połowy długości, a krawędź nasadową nieobrzeżoną. Jego barwa jest czarna z żółtą krawędzią przednią. Na pomarańczowych pokrywach typowo występuje po pięć czarnych plam oraz jedna czarna plama wspólna zajmująca tarczkę i silnie się płatowato rozszerzająca na boki. Niekiedy plamy w tyle pokryw zanikają lub zlewają się ze sobą. Odnóża środkowej i tylnej pary mają golenie z dwoma kolcami na wierzchołkach. Stopy cechuje obecność zęba u nasady pazurka. Pierwszy z widocznych segmentów odwłokowych zaopatrzony jest w linie udowe.
Owad o typie rozsiedlenia borealno-górskim. Występuje w Fennoskandii, Karelii, terenach górskich Europy Środkowej i Południowej, na Kaukazie i Zakaukaziu. W Polsce znany z Beskidu Żywieckiego, Tatr, Pienin, Bieszczadów, Pojezierza Mazurskiego, Puszczy Knyszyńskiej, Kampinoskiej i Białowieskiej.
Biedronki te zasiedlają silnie zacienione i wilgotne stanowiska, gdzie bytują na krzewiastych wierzbach, roślinach zielnych, a zwłaszcza na pokrzywie zwyczajnej.